# 朴甲淑
朴甲淑（韓語：박갑숙，1970年11月25日—），韩国前女子手球运动员。她曾代表韩国国家队参加1992年夏季奥林匹克运动会手球比赛，结果队伍获得一枚金牌。